# Budki (obwód tarnopolski)
Budki (ukr. Будки) – wieś na Ukrainie w rejonie krzemienieckim należącym do obwodu tarnopolskiego.